# Linda Thorén
Linda Angelica Thorén (Örnsköldsvik; 24 de septiembre de 1977) es una actriz pornográfica sueca. Hizo su primera aparición pornográfica a los 18 años. Ha trabajado en Europa, los Estados Unidos y Asia.

## Premios
- 1997 Premios FICEB - Estrella Internacional del Año.[2]